# Balneário Pinhal
Balneário Pinhal este un oraș în Rio Grande do Sul (RS), Brazilia.
1. ↑   https://leisestaduais.com.br/rs/lei-ordinaria-n-10670-1995-rio-grande-do-sul-cria-o-municipio-de-balneario-pinhal Lipsește sau este vid: |title= (ajutor)